# Grażyna Bacewicz
Grażyna Bacewicz (en polonais [ɡraˈʐɨna baˈt͡sɛvit͡ʂ], prononcé : Grajéna Batsévitch), née le 5 février 1909 à Łódź – morte le 17 janvier 1969 à Varsovie, est une compositrice, violoniste et professeure polonaise. Elle fut, après Maria Szymanowska, la deuxième compositrice polonaise à atteindre une renommée nationale et internationale.

## Biographie

### Formation
Grażyna Bacewicz naît à Łódź. Son père Vincas Bacevičius et son frère Vytautas, aussi compositeurs, ayant la nationalité lituanienne, portent le nom de Bacevičius. C'est son père qui lui donne ses premières leçons de piano et de violon. En 1928, elle entre au conservatoire de Varsovie, où elle étudie le violon avec Józef Jarzębski, le piano avec Józef Turczyński et la composition avec Kazimierz Sikorski. Parallèlement, elle étudie la philosophie à l'Université de Varsovie. Elle obtient en 1932 ses diplômes en violon et composition.

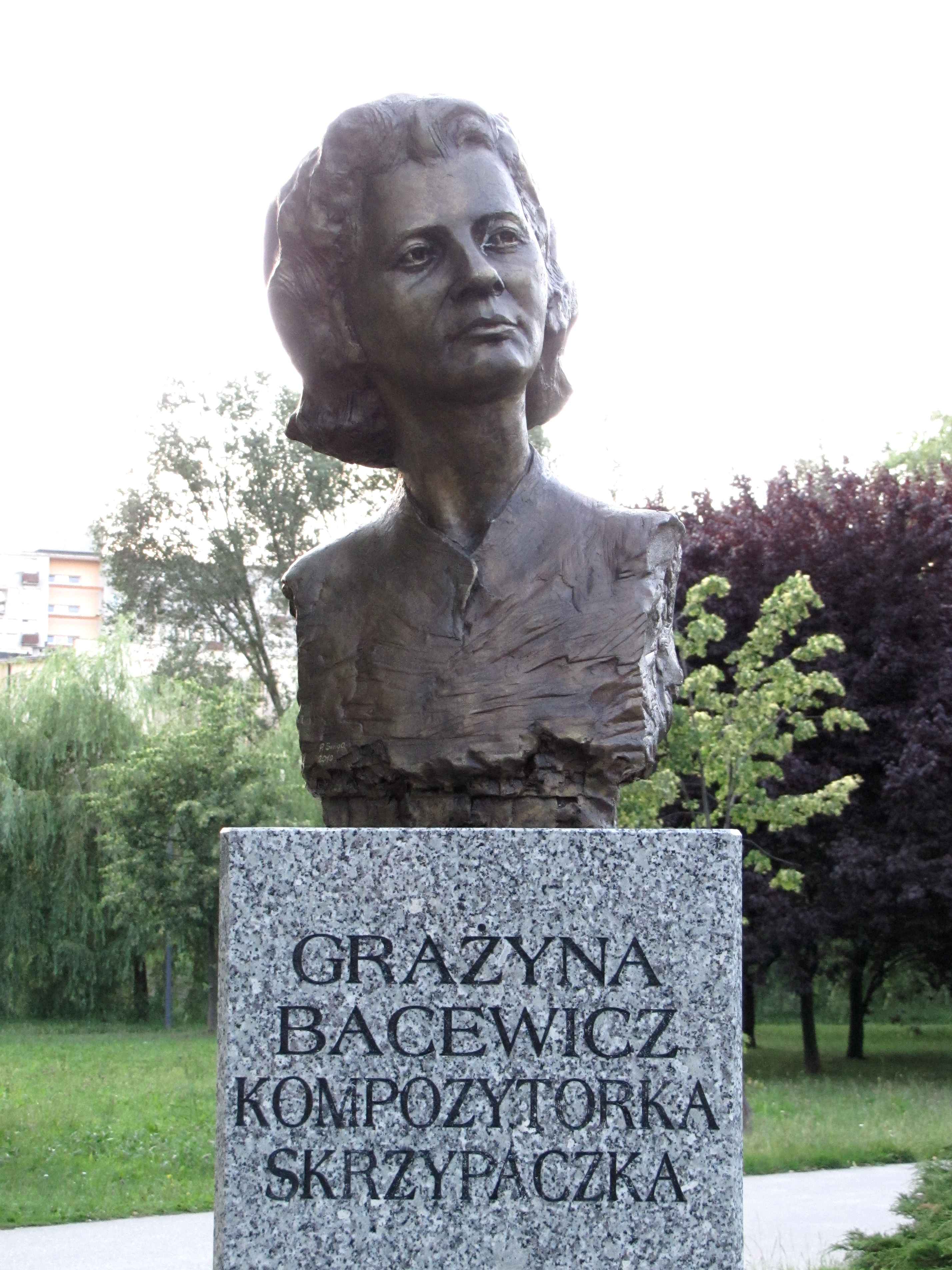
Buste de « Grażyna Bacewicz, compositrice, violoniste », sur l'allée de la Renommée à Kielce en Pologne.

Après avoir reçu une bourse accordée par Ignacy Paderewski, elle poursuit sa formation à Paris, à l'École normale de musique de 1932 à 1933, avec Nadia Boulanger (composition) et André Touret (violon). Elle retourne brièvement en Pologne pour enseigner à Łódź. En 1934, elle revient en France pour étudier auprès du violoniste hongrois Carl Flesch, de passage à Paris.

### Compositrice
Ses études terminées, Bacewicz a eu une grande activité musicale comme soliste, compositrice et membre de jury. De 1936 à 1938, à la demande de Grzegorz Fitelberg, son chef d'orchestre, elle est premier violon de l'orchestre de la radio polonaise. Ce poste lui donne l'occasion de faire entendre une série de ses compositions.
Grażyna Bacewicz a consacré du temps à sa vie de famille. Elle s'est mariée en 1936 et donné naissance à une fille, Alina Biernacka, qui est devenue un peintre reconnue.
Durant la Seconde Guerre mondiale, elle vit à Varsovie, continuant à composer et donnant des concerts en secret.
Après la guerre, elle obtient un poste de professeure au conservatoire d'État de musique à Łódź. Son activité musicale se centre sur la composition, encouragée par de nombreux prix et commandes. En 1946, elle interprète aux Concerts Lamoureux, le Concerto pour violon no 1 de Szymanowski à Paris, sous la direction de Paul Kletzki. Son activité de pianiste est aussi sous-estimée. En effet, elle a été l'interprète de sa propre seconde sonate pour piano (1953), se terminant de façon sensationnelle, pleine d'énergie et de forces débridées, en forme de toccata. 
Finalement, elle se retire de la scène pour la composition, devenue sa seule occupation en 1954, après qu'elle a été sérieusement blessée dans un accident de voiture. Elle meurt à Varsovie en 1969. 
Bacewicz est aussi l'autrice de nouvelles, romans et textes autobiographiques. Elle avait une personnalité modeste et parlait peu de ses compositions, excepté durant les trois dernières années de son enseignement au conservatoire. 
Grażyna Bacewicz était considérée par Witold Lutosławski comme « une éminente compositrice polonaise du vingtième siècle et l’une des plus grandes femmes compositeurs de tous les temps. »

### Récompenses et distinctions
- Ordre de la Bannière du Travail
- Croix de commandeur dans l'Ordre Polonia Restituta

## Œuvres
Grażyna Bacewicz a laissé plus de 200 compositions essentiellement instrumentales, sauf quelques rares œuvres pour la scène. Le style a évolué d'un néo-classicisme teinté de musique populaire (1932–1944). Peu d'œuvres de cette époque ayant été publiées, mais le Quintette à vent (1932) est le plus représentatif du genre. La période de la guerre montre une grande énergie.
La période suivante (1945–1959) accentue le caractère très personnel des productions avec une proximité avec le langage de Szymanowski (malgré les contraintes du réalisme socialiste, imposées entre 1949 et 1954). C'est de cette période que datent les grandes œuvres symphoniques comme la Troisième symphonie, le Concerto pour orchestre à cordes et le Troisième quatuor à cordes.
L'idiome de Bacewicz évolue jusqu'à la nouvelle musique (1960–1969), notamment dans le cadre du sérialisme. (Quatuor à cordes no 6). La dernière période est marquée par des auto-emprunts et l'incertitude quant à l'orientation qu'elle pouvait prendre.

### Œuvres pour instrument seul

#### Violon
- Sonate pour violon (1941). Création à Varsovie pour un concert privé
- Sonate pour violon solo no 2 (1958)
- Quatre caprices pour violon seul (1968)

#### Piano, orgue
- Quatre préludes pour piano (1924)
- Children's Suite pour piano (1933)
- Sonate pour piano no 2 (création 1953)
- Esquisse pour orgue (1966)

### Musique de chambre
- Quintette pour flûte, hautbois, clarinette, Basson et cor (1932) - 1er Prix au Concours de la Société "Aide aux femmes de professions libres", Paris, 1933
- Trio pour hautbois, violon et violoncelle (1935)
- Sonate pour hautbois et piano (1937)
- Trio pour hautbois, clarinette et basson (1948)
- Suite pour deux violons (1943) - premier at an underground concert in Warsaw
- Quintette avec piano no 1 (1952)
- Sonatina pour hautbois et piano (1955)
- Quatuor pour 4 violoncelles (1964)
- Quintette avec piano no 2 (1965)
- Trio pour hautbois, harpe et percussion (1965)

#### Violon et piano
- Sonata da camera, pour violon et piano (1945)
- Capriccio, pour violon et piano (1946)
- Sonate pour violon et piano no 3 (1948). Création à Łódz, le 15 février 1948, par la compositrice, avec son frère, le pianiste Kiejstut Bacewicz.
- Capriccio polonais (1949)
- Oberek [no 1], pour violon et piano (1949)
- Sonate pour violon et piano no 4 (1949). Dédié à son frère, Kiejstut Bacewicz.
- Sonate pour violon et piano no 5 (1951)
- Partita, pour violon et piano (1955) Création à Varsovie, par la compositrice et Kiejstut Bacewicz. L'œuvre est présentée aussi sous sa forme pour orchestre.

#### Quatuors à cordes
- Quatuor à cordes no 1 (Varsovie, 1938, pub. 1998). Création à Paris, le 26 avril 1939, par le Quatuor Figueroa.
- Quatuor à cordes no 2 (Varsovie, 1943)
- Quatuor à cordes no 3 (Paris, 1947). Création à Cracovie, le 8 décembre 1947 par le Quatuor de Cracovie. Prix du ministère de la culture polonais, 1955
- Quatuor à cordes no 4 (1951) - 1er Prix, Concours international pour quatuor à cordes, Liège, 1951
- Quatuor à cordes no 5 (1955)
- Quatuor à cordes no 6 (1960)
- Quatuor à cordes no 7 (1965)

### Œuvres orchestrales
- Ouverture (1943)
- Symphonie no 1 (1945)
- Symphonie no 2 (1951)
- Symphonie no 3 (1952)
- Symphonie no 4 (1953). Prix du ministère de la culture polonais, 1955
- Concerto pour orchestre symphonique (1962)
- Contradizione pour orchestre de chambre (1966). Commande du Hopkins Center for the Arts, Hanover.

#### Orchestre à cordes
- Sinfonietta, pour orchestre à cordes (1935)
- Symphonie, pour orchestra à cordes (1946)
- Concerto pour orchestre à cordes (1948). Prix de l'État polonais, 1950
- Muzyka na smyczki, trąbki i perkusję / Musique pour cordes, trompettes et percussion (1958). Troisième prix, Tribune internationale (UNESCO), Paris 1960.

### Concertos
- Concertono 1 pour violon et orchestre (1937). Création, le 1er mars 1938 par la compositrice, avec l’Orchestre de la Radio polonaise, dirigé par Grzegorz Fitelberg.
- Concerto no 2 pour violon et orchestre (1945). Création à Łódź, le 18 octobre 1946 par la compositrice, avec l’Orchestre philharmonique de Łódź, sous la direction de Tomasz Kiesewetter.
- Concerto no 3 pour violon et orchestre « Montagne » (1948). Création le 4 mars 1949, par la compositrice, avec l’Orchestre philharmonique de la Baltique, dirigé par Stefan Śledziński. Prix du ministère de la culture polonaise, 1955. Le sous-titre « Montagne » parfois donné, est tiré des mélodies traditionnelles des régions montagneuses du Sud de la Pologne, citées dans l'œuvre.
- Concerto pour piano et orchestre (1949) - 2e prix, Concours Chopin de composition, Varsovie, 1949
- Concerto no 4 pour violon et orchestre (1951). Création à Cracovie, le 21 février 1952 par la compositrice, avec l’Orchestre philharmonique, dirigé par Bohdan Wodiczko (pl).
- Concerto no 5 pour violon et orchestre (1954). Création à Varsovie, le 17 janvier 1955 avec Wanda Wiłkomirska en soliste et l’Orchestre philharmonique de Varsovie, dirigé par Witold Rowicki.
- Concerto no 6 pour violon et orchestre (1957, en manuscrit)
- Concerto no 7 pour violon et orchestre (1965). Création à Bruxelles, le 14 janvier 1966, par le violoniste espagnol Agustín León Ara, avec l’Orchestre symphonique de la Radio belge, dirigé par Daniel Sternefeld. Médaille d'or du gouvernement de Belgique - Concours musical international Reine-Élisabeth de Belgique, Bruxelles, 1965.
- Concerto pour deux pianos et orchestre (1966)
- Concerto pour alto et orchestre (1968)
- Concerto no 1 pour violoncelle et orchestre (1951)
- Concerto no 2 pour violoncelle et orchestre (1963)

### Musique pour voix avec orchestre
- Olympic Cantata (1948) pour chœur et orchestre - Mention, International Olympic Arts Competition, London, 1948; Polish State Prize, 1948. d'après la comédie du XVIIe siècle de Piotr Baryka.
- Acropolis, cantate pour chœur et orchestre (1964) - commandé pour le 600e anniversaire de l'université Jagellonne de Cracovie.

### Musique pour la scène
- Z chłopa król (Peasant King),  ballet (1953) sur un livret de Artur Maria Swinarski
- Przygoda Króla Artura (The Adventure of King Arthur), opéra radiophonique (1959) - Polish Radio and Television Committee Award, Varsovie, 1960
- Esik in Ostend, ballet (1964)

## Discographie
- Sonate n°2 pour violon seul (1958), Tomasz Tomaszewski, violon, enregistrement du 20.XI 1993, Deutsche Oper Berlin, CD DUX 0234 de 1995, DUX Recording Producers, Varsovie, Pologne
- Quintettes avec piano nos 1 & 2, Sonate pour piano no 2 -  Kaja Danczowska, Agata Szymczewska, violons ; Ryszard Groblewski, alto ; Rafał Kwiatkowski, violoncelle ; Krystian Zimerman, piano (février 2009, DG 4778332) (OCLC 711700893)
- Quatuors à cordes nos 1, 3, 6, 7 - Quatuor Lutosławski (15-17 novembre/11-17 décembre 2012, Naxos 8.572806)
- Quatuors à cordes nos 2, 4, 5 - Quatuor Lutosławski (11-17 décembre 2012, Naxos 8.572807)
- Musique pour piano – Morta Grigaliūnaitė, piano (août 2018, Piano Classics PCL10183) (OCLC 1100071760)